# Centro de Estudios Superiores Royal
El Centro de Estudios Superiores Royal (CES-R) también llamado Universidad del Royal es una institución educativa privada, fundada en el año 2003 en la ciudad de Nuevo Laredo, Tamaulipas, México.
La institución forma parte del Sistema Educativo Royal, cofundado por Juan de Dios González y Sandra González, sistema en el que imperan la formación de valores éticos y la enseñanza del idioma inglés.
El CES-R imparte 8 carreras a nivel licenciatura y 1 a nivel ingeniería, cursos de inglés y diplomados, además de estar asociada a la red PEA-UNESCO, motivo por el que se les inculca a los estudiantes una cultura de paz, libertad y justicia.

## Historia
El Sistema Educativo Royal surgió en el año de 1989 con la apertura de la academia de chino Royal  Academy (REA), siendo cofundada por Juan de Dios González y Sandra González. El sistema fue incorporando poco a poco diferentes niveles de educación, en 1991 abre sus puertas la secundaria, llevando el nombre de Colegio Bilingüe Real, en 1994 el nivel primaria y preparatoria se unen al sistema, esta última con el nombre de Preparatoria Royal, desde entonces los alumnos han logrado romper récords académicos y culturales locales, estatales, nacionales e internacionales, lo que ha logrado el reconocimiento de la calidad del sistema educativo. 
La Universidad del Royal se crea el 11 de agosto de 2003 debido a la alta demanda local por una educación de calidad y teniendo como propósito, ser la opción de estudiar en una excelente universidad sin salir de la ciudad, asimismo formar profesionistas con visión internacional, espíritu competitivo y una cultura nacional sólida. 
A partir del año 2009 la escuela royal ofrece educación desde el nivel preescolar hasta universitario. Hoy en día la universidad es bien conocida por la calidad de sus profesionistas bilingües, quienes egresan  con una excelente formación, tanto académica como de valores humanos, aptos para participar en el ejercicio de derechos y el cumplimiento de deberes cívicos y sociales.

## Club de leones
La universidad cuenta con un Club de Leones Universitario, cuyos miembros trabajan en diferentes proyectos para poder ofrecer apoyo y soluciones a los problemas presentes en la comunidad, fomentando de esta manera el espíritu de servicio que tanto la Universidad del Royal como el Club de Leones expresan en su lema. 

## Oferta educativa

### Preparatoria
Instalada en el mismo campus de la universidad, la Preparatoria Royal ofrece educación media superior con duración de 3 años y con el distintivo del Sistema Educativo Royal, calidad y educación bilingüe.

### Profesional
- Licenciaturas
  - Administración
  - Comercio internacional
  - Mercadotecnia y publicidad
  - Contaduría
  - Psicología organizacional
  - Logística y transporte
  - Educación bilingüe
  - Educación primaria

- Ingenierías
  - Sistemas computacionales